# 강현 (1980년)
강현 (1980년 3월 22일 ~ )은 대한민국의 스타크래프트 프로게이머이다. 

## 경력

### 여성부 대회
- 2003년 제3차 ghem TV 스타리그 여성부 16강
- 2005년 레이디스 MSL 4위
- 2005년 스카이라이프배 game TV 스타리그 여성부 4위
- 2006년 스카이라이프배 game TV 스타리그 여성부 1라운드 4강 (vs 노성은 0:2 패)